# Antiochos de Syracuse
Pour les articles homonymes, voir Antiochos.
Antiochos de Syracuse est un historien grec, originaire de Sicile, qui vécut aux environs de 420 av. J.-C.
On sait qu'il fut contemporain d'Hérodote et de Thucydide. On ne dispose que de très peu d'éléments sur sa vie, ainsi seuls ses travaux sont réellement connus, sous forme de fragments. Ces travaux étaient par ailleurs tenus en haute estime par les historiens de langue grecque, du fait de leur précision. Il a écrit une Histoire de la Sicile couvrant la période entre les premiers temps de la colonisation grecque et 424 av. J.-C. Cet ouvrage a notamment été utilisé par Thucydide, Strabon et Denys d'Halicarnasse, pour qui il a été une source d'importance au sujet de la colonisation du sud de l'Italie et de l'histoire des Grecs d'occident.

### Sources
- Carl Otfried Müller, Fragmenta Historicorum Graecorum.
- Wölfflin, Antiochos von Syrakus, 1872.